# Paice, Ashton & Lord
Paice, Ashton & Lord (Paice Ashton Lord, PAL) — британская рок-группа, созданная в августе 1976 года Джоном Лордом и Иэном Пейсом после распада Deep Purple. В состав группы также вошли клавишник и певец Тони Эштон, гитарист Берни Марсден и бас-гитарист Пол Мартинес.

## История группы
Лорд и Пейс пригласили в свой новый проект вокалиста и клавишника Тони Эштона, известного по работе в проекте «Ashton, Gardner & Dyke». Эштон был также другом Джона Лорда и помогал ранее ему в записи сольного альбома First of the Big Bands. Предполагалось, что вокалистом группы станет Дэвид Ковердэйл, но тот предпочёл заниматься сольной карьерой. Басиста и гитариста нашли через объявление в газете — гитаристом группы стал Берни Марсден, игравший до этого в группах UFO, Wild Turkey, Hammer и Babe Ruth; басистом — Пол Мартинес, начинавший свою карьеру в составе Hackenstack. В раскрутку нового проекта Лорд и Пейс вложили более 100 тыс. фунтов стерлингов и приступили к записи альбома Malice in Wonderland.
Альбом был выпущен в феврале 1977 года, но не имел большого успеха. По словам музыкального критика (Richie Unterberger), этот альбом был далеко не таким тяжёлым, как звучание Deep Purple, в его аранжировках (которые иногда включали медные духовые инструменты) было изрядное влияние джаза и соула. «Всё это в сумме представляло собой не что иное, как обычный рок-альбом середины 70-х, который в то время можно было услышать в качестве наполнителя на многочисленных FM-станциях». После выхода альбома группа отправилась в европейское турне, которое должно было состоять из 20 концертов, но было прервано после пяти выступлений в Британии. Эштон, привыкший выступать по небольшим клубам, неуютно чувствовал себя в  крупных залах, плюс к этому серьёзно выпивал и на одном из концертов даже упал со сцены. Первое выступление группы было записано Би-би-си для своей серии передач Sight And Sound In Concert, а также транслировалось по телевидению.
Через некоторое время группа приступила к записи второго альбома, но успела записать лишь инструментальные партии, после чего Эштон покинул группу. Вскоре его примеру последовал и Бэрни Марсден, которого Дэвид Ковердэйл переманил в создаваемую им группу Whitesnake. После этого, в 1978 году, PAL распалась.

## Дискография
- 1977 — Malice in Wonderland
- 2001 и 2019 — Malice in Wonderland. Special Edition — переиздание альбома с бонусами
- 1997 — BBC Radio 1 Live in Concert — записи 1977 года
- 2007 — Paice, Ashton & Lord Live (DVD)
- 2009 — Endangered Species (2CD+DCD) — live-альбом, записанный в студии Abbey Road в 2000 году, включает четыре песни Paice Ashton Lord.